# تپه جنوب روستای رایگان
تپه جنوب روستای رایگان مربوط به دوره اشکانیان - دوران‌های تاریخی پس از اسلام است و در شهرستان هرسین، بخش بیستون، روستای رایگان (یا با زبان محلی" ریوان ")واقع شده و این اثر در تاریخ ۴ خرداد ۱۳۸۴ با شمارهٔ ثبت ۱۱۷۷۸ به‌عنوان یکی از آثار ملی ایران به ثبت رسیده است.